# Colonius
La torre Colonius es la torre de telecomunicaciones en Colonia, Alemania. Construida en 1981, tiene 266 m de altura y es actualmente la 60.ª torre más alta del mundo.